# Colostygia stenotaeniata
Colostygia stenotaeniata är en fjärilsart som beskrevs av Nitsche 1929. Colostygia stenotaeniata ingår i släktet Colostygia och familjen mätare. Inga underarter finns listade i Catalogue of Life.